# Raúl Cárdenas
Raúl Cárdenas de la Vega (30 de octubre de 1928-25 de marzo de 2016) fue un futbolista y entrenador mexicano. 
Destacó principalmente como entrenador llegando a forjar una prestigiosa carrera, ganando una notable cantidad de títulos tanto nacionales como internacionales con Cruz Azul y América. Es considerado uno de los mejores entrenadores de la historia del fútbol mexicano y un técnico adelantado para su época.
Como futbolista surgió de las juveniles del Real Club España, con quien debutó en 1947. Tras un paso por el Guadalajara, Marte y Puebla, en 1954 llegó al Zacatepec, donde consolidaría su carrera y saldría campeón en 6 ocasiones, incluyendo 2 Campeonatos de Primera División.
En su carrera como director técnico, se consagraría campeón en 11 ocasiones con el Cruz Azul, con 5 Campeonatos de Liga, 1 de Copa, 2 de Campeón de Campeones y 3 de la Copa de Campeones de la Concacaf, siendo el entrenador más laureado en la historia del equipo. Por otra parte, con el América conseguiría 1 campeonato de liga, 1 Campeón de Campeones, 1 Copa de Campeones y 1 Copa Interamericana ante el Boca Juniors argentino, para un total de 15 títulos en su trayectoria, empatado en número de títulos oficiales con el entrenador Ignacio Trelles. 

## Carrera

### Biografía
Raúl Cárdenas compitió por México en los Juegos Olímpicos de 1948 y en tres Copas Mundiales en 1954, 1958 y 1962. Comenzó a jugar con el Real Club España en 1947, durando tres temporadas con el equipo, luego se unió al Guadalajara, Marte, Club Puebla, y terminó su carrera con Zacatepec. Cárdenas luego se convirtió en entrenador de Cruz Azul, ayudándolos a ganar cinco títulos en siete años. También dirigió al Club América y entrenó a la Selección Mexicana en la Copa Mundial de 1970. Falleció el 25 de marzo del 2016 a los 87 años de edad, en la ciudad de Cuernavaca, Morelos.

### Como jugador
Cárdenas inició su carrera como futbolista con el Real Club España, teniendo su debut en la Primera División Mexicana contra el Asturias. en la temporada 1947-48. Estuvo tres temporadas con el España antes que el equipo se retirara de la liga por presiones de índole política, tras lo que jugó para equipos como Chivas, Marte y Puebla, antes de unirse al Zacatepec por 10 temporadas. En este último, levantó el trofeo de liga en la 1954-55 y 1957-58, así como la copa en la 1956-57 y 1958-59, anotando el gol del título en la segunda. Se retiró como jugador activo a los 37 años, iniciando como entrenador del Cruz Azul de Jasso.

### Como entrenador
Su carrera como entrenador inició en 1966 como encargado del Cruz Azul, equipo al que transformó en uno de los cuatro grandes de México. Con la Máquina, dominó la liga con cinco títulos entre las temporadas 1968-69 y la 1973-74, con un tricampeonato incluido. De igual manera, sumó a las vitrinas los trofeos de Copa, Campeón de Campeones y la Copa de Campeones. En 1975 llega al América, donde logró el título de liga en la temporada 1975-76, el de Concacaf de 1977 y la Copa Interamericana en el año siguiente. Finalmente a finales de la década de los años 1980 dirigió a Toluca, y en 1998 como último equipo, dirigió al Puebla.

## Selección nacional
Sus actuaciones en la defensa central, le hicieron acreedor de un lugar en la Selección Mexicana, con la que compitió en  los Juegos Olímpicos de Londres 1948. Del mismo modo, participó en los Mundiales de Suiza 1954, Suecia 1958 y en Chile 1962. Disputó un total de 37 partidos internacionales, anotando 3 goles. Como entrenador, Cárdenas tuvo cuatro períodos separados de la selección nacional, incluida la Copa Mundial de 1970 celebrada en México, donde alcanzó los cuartos de final por primera vez en su historia.

### Participaciones en Juegos Olímpicos

#### Como jugador
| Torneo                  | Sede    | Resultado        |
| ----------------------- | ------- | ---------------- |
| Juegos Olímpico de 1948 | Londres | Octavos de final |

### Participaciones en Copas del Mundo

#### Como jugador
| Mundial              | Sede   | Resultado    |
| -------------------- | ------ | ------------ |
| Copa Mundial de 1954 | Suiza  | Primera Fase |
| Copa Mundial de 1958 | Suecia | Primera Fase |
| Copa Mundial de 1962 | Chile  | Primera Fase |

#### Como entrenador
| Mundial              | Sede   | Resultado        |
| -------------------- | ------ | ---------------- |
| Copa Mundial de 1970 | México | Cuartos de final |

## Trayectoria

### Jugador
| Club        | País   | Años      |
| ----------- | ------ | --------- |
| España      | México | 1947-1950 |
| Guadalajara | México | 1950-1951 |
| Marte       | México | 1951-1953 |
| Puebla      | México | 1953-1954 |
| Zacatepec   | México | 1954-1965 |

### Entrenador
| Club      | País   | Años      |
| --------- | ------ | --------- |
| Cruz Azul | México | 1966-1975 |
| México    | México | 1968-1970 |
| América   | México | 1975-1978 |
| México    | México | 1979-1981 |
| Toluca    | México | 1988-1991 |
| Puebla    | México | 1998      |

## Palmarés

### Como jugador

#### Campeonatos nacionales
| Título                     | Club      | Sede         | Año     |
| -------------------------- | --------- | ------------ | ------- |
| Primera División de México | Zacatepec | Zacatepec    | 1954/55 |
| Copa México                | Zacatepec | México D. F. | 1956/57 |
| Primera División de México | Zacatepec | Zacatepec    | 1957/58 |
| Campeón de Campeones       | Zacatepec | México D. F. | 1957/58 |
| Copa México                | Zacatepec | México D. F. | 1958/59 |
| Segunda División de México | Zacatepec | Zacatepec    | 1962/63 |

### Como entrenador

#### Campeonatos nacionales
| Título                     | Club      | Sede               | Año     |
| -------------------------- | --------- | ------------------ | ------- |
| Primera División de México | Cruz Azul | Jasso              | 1968/69 |
| Copa Presidente            | Cruz Azul | México D. F.       | 1968/69 |
| Campeón de Campeones       | Cruz Azul | Jasso              | 1968/69 |
| Torneo México 1970         | Cruz Azul | Jasso              | 1970    |
| Primera División de México | Cruz Azul | México D. F.       | 1971/72 |
| Primera División de México | Cruz Azul | Puebla de Zaragoza | 1972/73 |
| Primera División de México | Cruz Azul | México D. F.       | 1973/74 |
| Campeón de Campeones       | Cruz Azul | México D. F.       | 1973/74 |
| Primera División de México | América   | México D. F.       | 1975/76 |
| Campeón de Campeones       | América   | México D. F.       | 1975/76 |

#### Campeonatos internacionales
| Título                           | Club      | Sede         | Año  |
| -------------------------------- | --------- | ------------ | ---- |
| Copa de Campeones de la Concacaf | Cruz Azul | México D. F. | 1969 |
| Copa de Campeones de la Concacaf | Cruz Azul | Jasso        | 1970 |
| Copa de Campeones de la Concacaf | Cruz Azul | México D. F. | 1971 |
| Copa de Campeones de la Concacaf | América   | Paramaribo   | 1977 |
| Copa Interamericana              | América   | México D. F. | 1978 |

### Distinciones individuales
| Distinción                                                        | Año  |
| ----------------------------------------------------------------- | ---- |
| Balón de Oro por su trayectoria en la Primera División de México. | 2010 |
| Investido en el Salón de la Fama del Fútbol Internacional.        | 2011 |